# Calibre 20 mm

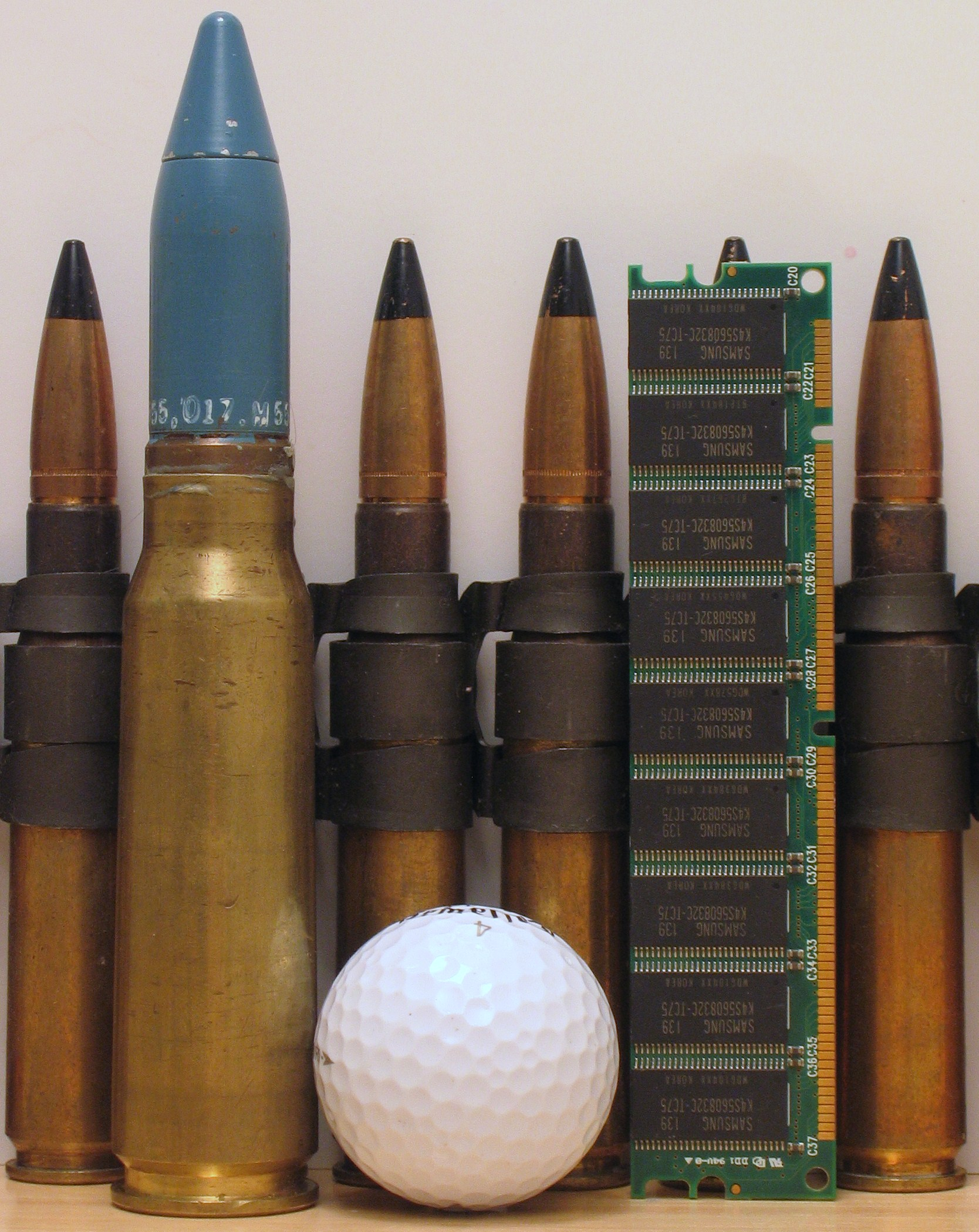
Obus de 20 mm, comparés pour montrer l'échelle avec : des cartouches .50 BMG, une balle de golf et une barrette de mémoire RAM.

Le calibre 20 mm est une taille spécifique de munition pour canon ou canon automatique. C'est en fait la limite conventionnelle de calibre à partir de laquelle on parle de canon plutôt que de mitrailleuse lourde.

## Description
Il y a peu d'armes (en dehors de fusils de chasse, de carabines de chasse pour le gros gibier et de fusils de rempart) qui tirent des projectiles de calibre se situant entre le .50 (12,7 mm) et le calibre de 20 mm. Le calibre 14,5 mm a été utilisé par des mitrailleuses soviétiques telles que la KPV et des fusils antichars comme PTRS, PTRD et NTW 20. Un très petit nombre de fusils antichars, tirant des projectiles de calibre 20 mm et plus, ont été produits.
Les obus de calibre 20 mm ont un projectile de 20 mm de diamètre et un étui de 75 et 125 mm de long. La plupart des obus de calibre 20 mm ont une amorce et un chargement explosif détonants. À titre d'exemple, l'obus de calibre 20 × 102 mm a une balle de 100 grammes, avec une vitesse à la bouche de 1 035 m/s (en sortie de canon), ce qui lui donne une énergie initiale d'environ 53 600 joules.

## Usage
Comme la plupart des munitions de canon, le calibre 20 mm est essentiellement utilisé contre de grosses cibles, comme des véhicules, des bâtiments ou des avions. Bien que mortelle contre des soldats, une munition de ce calibre est si grosse et large qu'elle est peu efficace contre de petites cibles.

## Types de munitions
- Obus blindé standard
- Explosif (en anglais High Explosive (HE))
- Explosif et incendiaire (en anglais High Explosive Incendiary (HEI))
- Antiblindage (en anglais Armour Piercing (AP))
- Antiblindage et incendiaire (en anglais Armour Piercing Incendiary (API))
- Antiblindage à sabot détachable (en anglais Armour-piercing discarding sabot (APDS))
- D'entraînement (en anglais Target Practice (TP))
- D'entraînement traçant (en anglais Target Practice Tracer (TPT))

## Armes de20mm

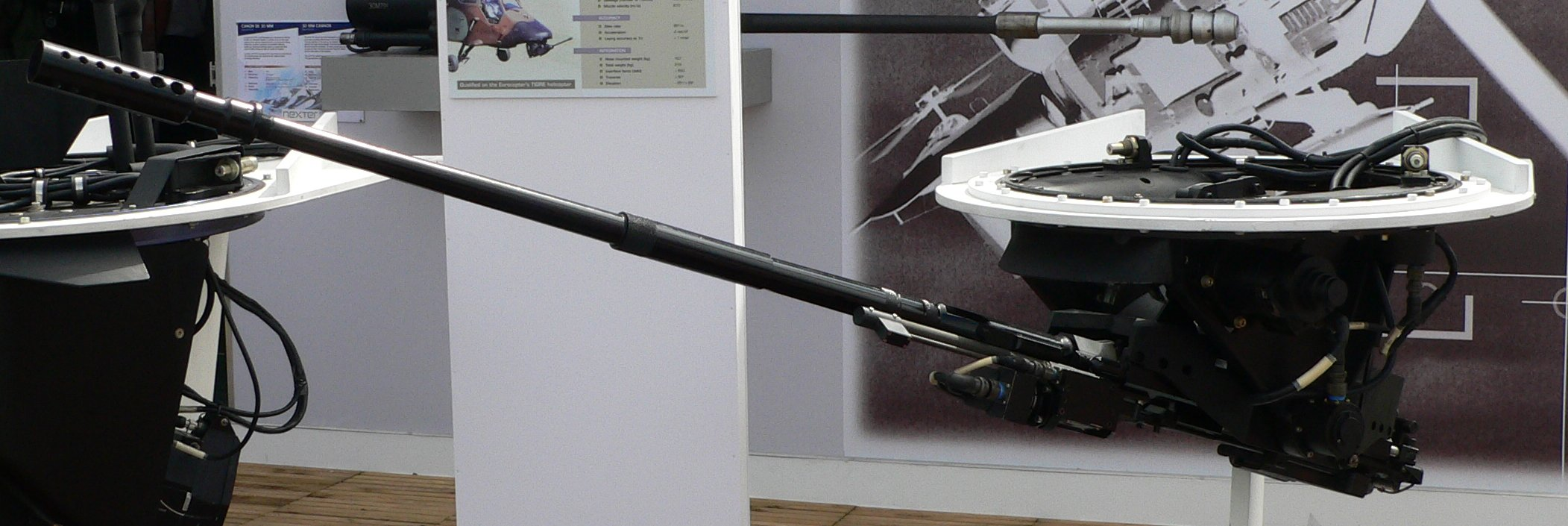
Giat M621 embarqué sur une tourelle THL-20.

Chaque arme ci-dessous est répertoriée avec sa munition.

### Armes contemporaines
- Denel NTW-20 : calibre 20 × 82 mm Mauser ou 20 × 110 mm Hispano
- Canon de 20 mm modèle F2 : 20 × 139 mm
- GIAT M621 : 20 × 102 mm
- Nexter Narwhal : tourelle navale téléopérée basée sur les deux précédentes
- M61 Vulcan : 20 × 102 mm
- Gatling M197 : 20 × 102 mm
- Pontiac M39 (en) : 20 × 102 mm
- Fusil RT-20 (en) : 20 × 110 mm
- 20 mm Oerlikon KAA & KAB : 20 × 128 mm (anciennement respectivement appelée Oerlikon 204GK et 5TG)
- Meroka (CIWS) : 20 × 128 mm
- Oerlikon KAD (en) : 20 × 139 mm (anciennement Hispano-Suiza HS.820)
- GIAT M693 : 20 × 139 mm
- Rheinmetall MK 20 Rh 202 (en) : 20 × 139 mm
- Fusil antimatériel indien Vidhwansak (en)
- Fusil antimatériel Anzio 20mm (en) : 20 × 102 mm

### Armes historiques
- Colt Mk 12 (en) : 20 × 110 mm (le Mk 12 est un dérivé du HS.404)
- Hispano-Suiza HS-9 : 20 × 110 mm, dérivé du canon de 20 mm Oerlikon
- Hispano-Suiza HS-404 : 20 × 110 mm, modèle amélioré de l'Hispano-Suiza HS-9
- Hispano-Suiza HS.804 : 20 × 110 mm
- Lahti L-39 : 20 × 138 mm (Solothurn Long)
- Rheinmetall Flak : 20 × 138 mm précurseur du Hispano-Suiza HS.820 d'après guerre 20 × 139 mm
- Lahti L-39 : 20 × 138 mm B
- Mauser MG 213 (en) : 20 × 135 mm
- Oerlikon FF : 20 × 72 mm RB
- MG FF/M : 20 × 80 mm
- Mauser MG 151/20 : 20 × 82 mm
- Oerlikon F, FFL : 20 × 100 mm RB
- ShVAK : 20 × 99 mm R
- Solothurn S-18/100 (en) : 20 × 105 mm B
- Solothurn S-18/1000 (en) : 20 × 138 mm B
- Type 97 : 20 × 124 mm